# Elena von Montenegro

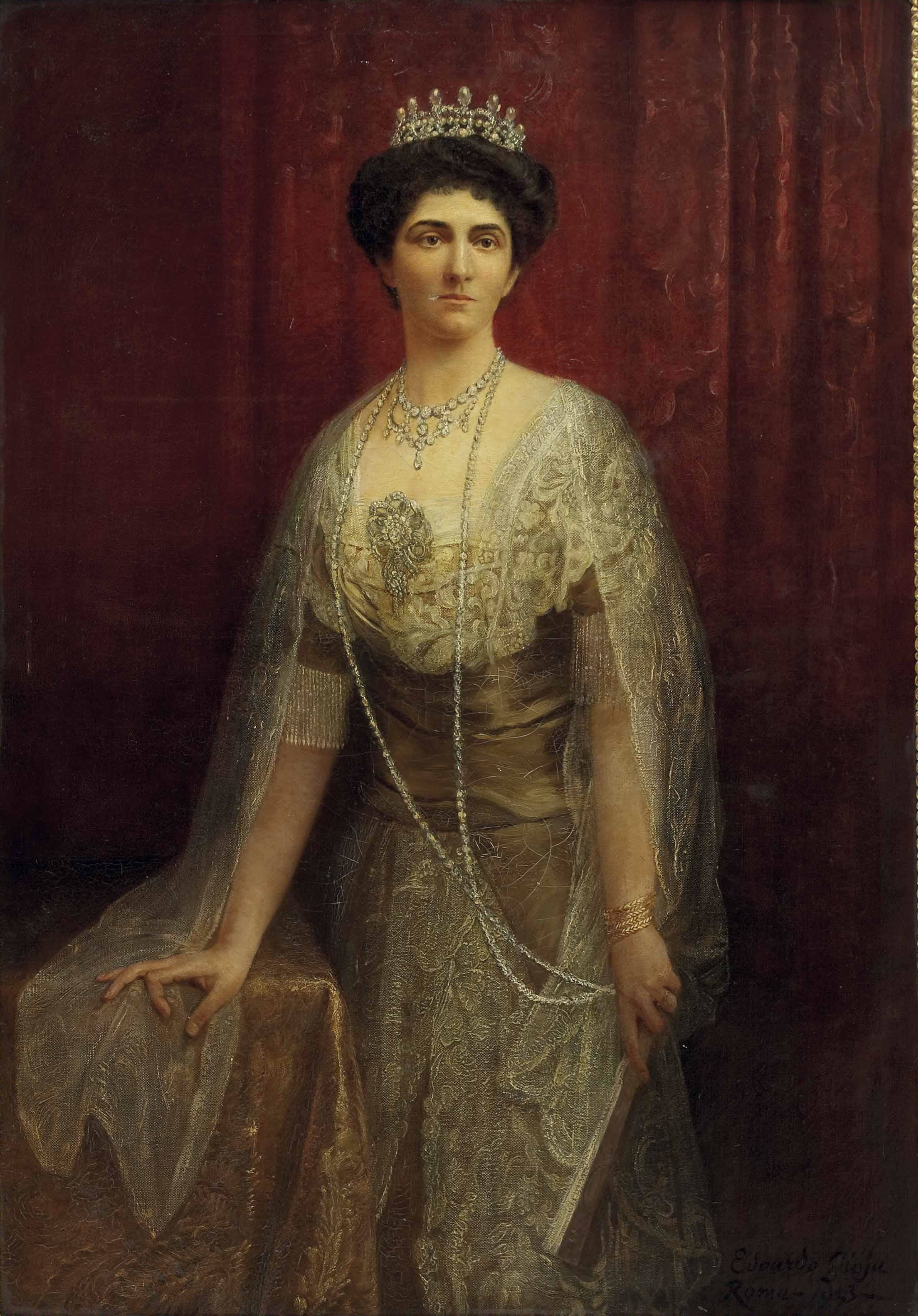
Gemälde der Königin Elena von Italien von Edoardo Gioja, 1913

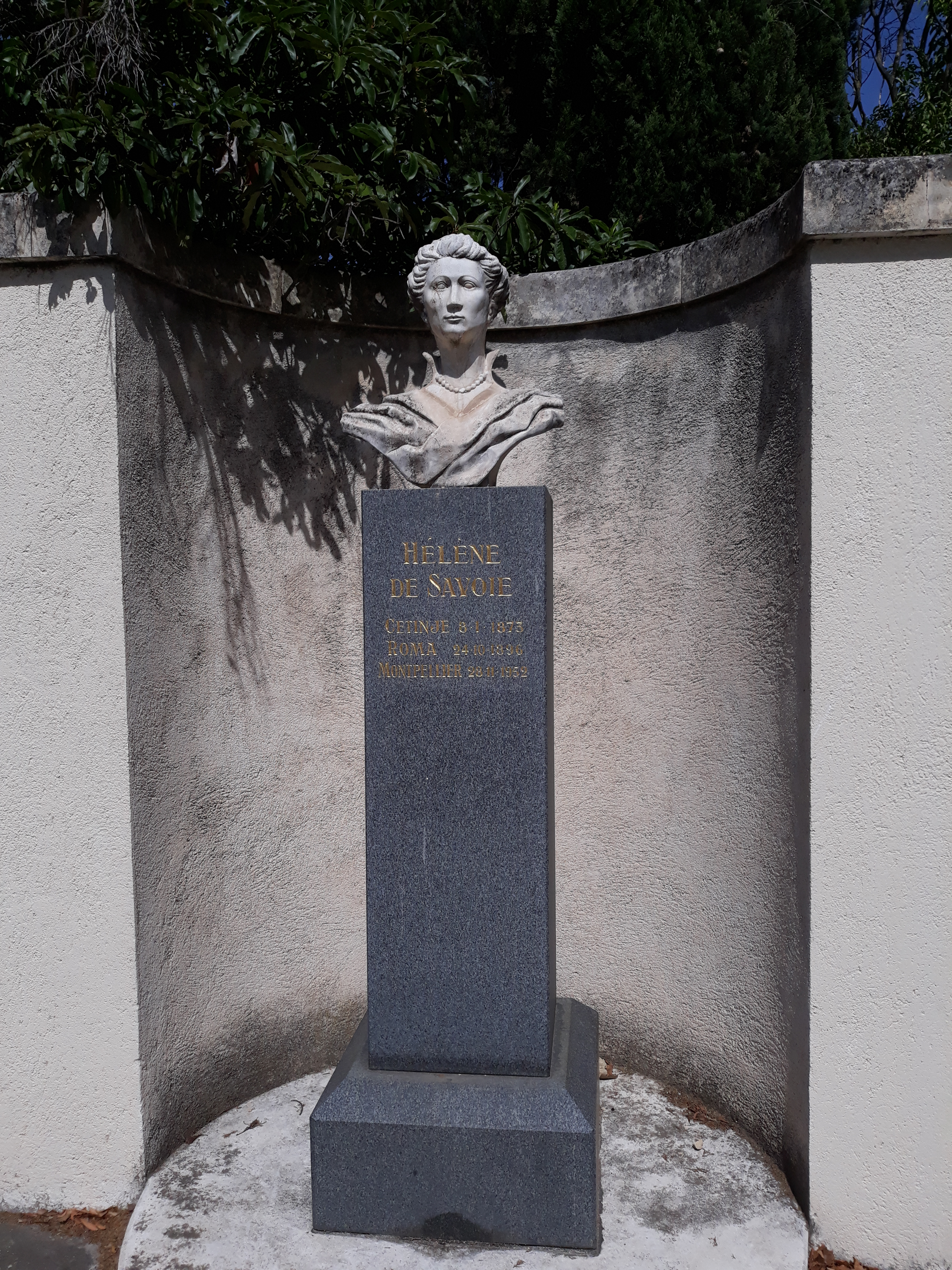
Denkmal in Montpellier

Prinzessin Elena von Montenegro (* 8. Januar 1873 in Cetinje, Montenegro; † 28. November 1952 in Montpellier, Frankreich) war ein Mitglied des Hauses Petrović-Njegoš. Durch Heirat wurde sie Königin von Italien und Albanien sowie Kaiserin von Äthiopien und Herzogin von Savoyen.

## Leben
Elena war die sechste und jüngste Tochter von König Nikola I. von Montenegro (1841–1921) und seiner Gattin Milena Vukotić (1847–1923). Sie wuchs mit ihren Geschwistern in Cetinje auf. Sie wurde im russischen Internat Smolny-Kloster unter der Protektion der Zarin Maria Feodorowna erzogen und studierte an der Universität in Sankt Petersburg Politik und Philosophie.
Am 24. Oktober 1896 heiratete Prinzessin Elena von Montenegro im Quirinalspalast in Rom Kronprinz Viktor Emanuel, Prinz von Neapel (1869–1947), einziger Sohn des italienischen Königs Umberto I. und Prinzessin Maria Margarethe Therese Johanna von Genua. Für diese Ehe trat sie vom orthodoxen zum katholischen Glauben über. Aus der Ehe gingen fünf Kinder hervor, die in verschiedene europäische Fürsten-/Königshäuser einheirateten.
Ihr Mann war eher ein bürgerlicher als adeliger Savoyer, der die Verpflichtung, König zu sein, geerbt hatte. Er war anspruchslos und sparsam bis zum Geiz, eigensinnig und skeptisch gegenüber Menschen und Ereignissen. Viktor Emanuel hatte Komplexe wegen seiner kleinen Gestalt (1,52 m) und seines unangenehmen Äußeren. Er hielt sich instinktiv sehr zurück und war unsicher in allen interpersonellen Kontakten.

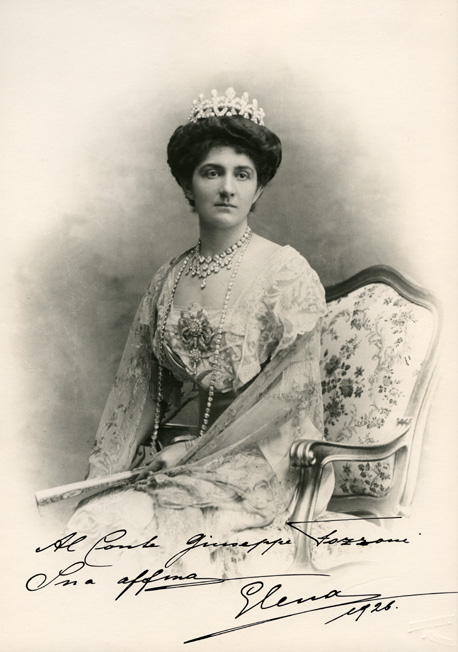
Königin Elena von Italien

Nach dem Tod ihres Schwiegervaters, König Umberto I., bestieg ihr Mann am 11. August 1900, als König Viktor Emanuel III. den italienischen Thron. Durch die Kolonialherrschaft wurde Elena nicht nur Königin von Italien, sondern später auch Königin von Albanien und Kaiserin von Äthiopien.
In der Straße von Messina kam es am 28. Dezember 1908 zu einem schweren Erdbeben, das die Städte Messina und Reggio Calabria fast komplett zerstörte und wodurch 70.000 Menschen starben. Königin Elena gab Hilfe, indem sie Porträtfotos von sich mit einer Unterschrift versah und zum Verkauf anbot. Der Erlös wurde für den Wiederaufbau eingebracht. Dies brachte der Königin eine große Beliebtheit unter der Bevölkerung ein.
Während des Ersten Weltkriegs gehörte sie zu den freiwilligen Krankenschwestern des Roten Kreuzes und gab die Villa Margherita als Lazarett frei. Später studierte sie Medizin und erhielt einen Doktorgrad, um weiter helfen zu können.
Im Jahre 1946 dankte ihr Mann zugunsten ihres Sohnes Umberto II. ab und ging mit seiner Frau noch im selben Jahr ins Exil. In Alexandria fanden sie bei König Faruq Gastfreundschaft. Ihr Mann starb am 28. Dezember 1947 im Exil in Alexandria im damaligen Königreich Ägypten. 1950 wurde bei der Ex-Königin Elena Krebs diagnostiziert, am 28. November 1952 starb sie während der Operation in Montpellier und wurde auf ihren Wunsch auf dem Stadtfriedhof von Montpellier bestattet. Im Dezember 2017 wurden ihre Gebeine in die Wallfahrtskirche Basilika von Vicoforte im Piemont, in der auch andere Familienmitglieder des Hauses Savoyen bestattet sind, überführt.
Im Aostatal wurde ihr die Schutzhütte Rifugio Elena gewidmet.

## Nachkommen
- Yolanda Margherita Milena Elisabetta Romana Maria (1901–1986) ⚭ 1923 Giorgio Carlo Calvi, Graf von Bergolo (1887–1977)
- Mafalda Maria Elisabetta Anna Romana (1902–1944; im KZ Buchenwald) ⚭ 1925 Philipp Prinz von Hessen (1896–1980)
- Umberto Nicola Tomaso Giovanni (1904–1983) ⚭ 1930 Prinzessin Marie José von Belgien (1906–2001)
- Giovanna Elisabetta Antonia Romana Maria (1907–2000) ⚭ 1930 Zar Boris III. von Bulgarien (1894–1943)
- Maria Francesca Anna Romana (1914–2001) ⚭ 1939 Prinz Ludwig von Bourbon-Parma (1899–1967)